# Розенгрен, Маргит
Маргит Ингеборг Маргарета Розенгрен (швед. Margit Ingeborg Margareta Rosengren; 1901—1952) — шведская певица оперетты (сопрано) и актриса
.

## Биография
Родилась 17 марта 1901 года в Стокгольме в семье торговца Хуго Розенгрена и его жены Терезы, где также росли брат Курт и сестра Биргит, которая тоже стала актрисой. В семье Маргит была артистическая жилка. Её дед — Август Халльнер — был художником и писателем. Мать пела в театре и намеревалась продолжить работу в Шведской королевской опере, но вышла замуж и распрощалась со своей мечтой.
Маргит рано стала участвовать в театральных сценах, песня и музыка увлекли её больше, и она окончила женскую школу Södermalms flickläroverk. Вокал ей преподавали Суламифь Велландер, Герман Браг и Халдис Ингебьярт (Haldis Ingebjart, 1891—1978). Она также изучала пластику у Анны Беле и брала уроки речи и мимики у Си Кристирнссон и Карин Сванстрём.
В 1920 году была приглашена Альбертом Ранфтомм в стокгольмский театр «Oscarsteatern», где в октябре дебютировала в роли пажа Пуэбло в оперетте «Дон Сезар». Затем последовала роль Жюльетты Диаман в «Гейше». В Oscarsteatern Маргит Розенгрен работала в 1920—1925 годах. После этого работала в театрах Stora Teatern, Vasateatern и Odéonteatern. Вернулась в Oscarsteatern в 1932 году и проработала в нём по 1938 год. Здесь в 1935 году выступала вместе с Максом Хансеном в оперетте «Белая лошадь».

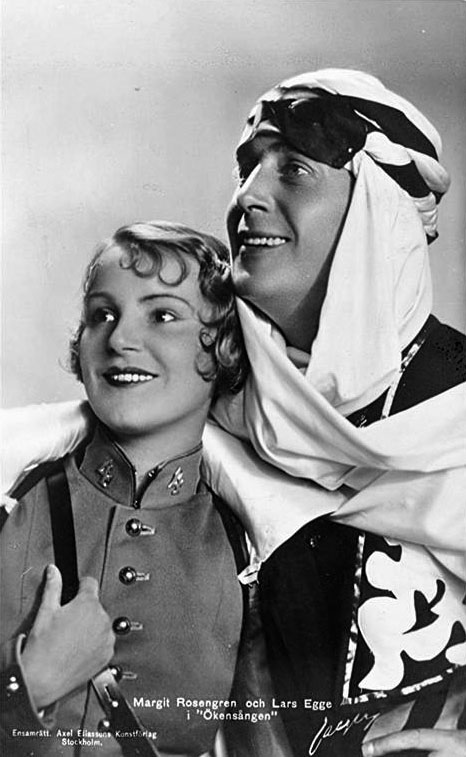
Маргит Розенгрен с Эгге, Ларс в оперетте Ökensången

В 1939—1941 годах выступала в Королевской шведской опере, гастролировала за рубежом — в Норвегии, Дании и Финляндии. Последние её выступления в оперетте Blåjackor состоялись в театре Teaterbåten в 1941 году и в театре Oscarsteatern в 1942 году. Проблемы с сердцем помешали ей продолжить певческую карьеру.
В период с 1927 по 1948 год снялась в нескольких художественных фильмах. Она также выступала в ревю вместе с Эрнстом Рольфом в 1920-х годах и Карлом Герхардом в 1931 году.
Умерла 23 марта 1952 года в Стокгольме. Похоронена на городском кладбище Норра бегравнингсплатсен.
Маргит Розенгрен была примадонной оперетты 1930-х годов, наследницей Эммы Мейснер и Наймы Вифстранд. В 1948 году она опубликовала свои мемуары «Oförgätligt glada stunder». В 1951 году она создала некоммерческую организацию RM-orden, которая с 1956 года присуждает стипендию Маргит Розенгрен.

### Личная жизнь
Маргит Розенгрен была трижды замужем: в 1922—1925 годах — за Куртом Якобссоном, менеджером французского женского пошива одежды NK; в 1929—1943 годах — за писателем Эриком Сеттерстрёмом, более известным как Кар де Мумма; с 1944 года до конца жизни — за режиссёром Оскаром Густафссоном (1891—1971).